# Forcipomyia russelli
Forcipomyia russelli är en tvåvingeart som beskrevs av Debenham 1983. Forcipomyia russelli ingår i släktet Forcipomyia och familjen svidknott. Inga underarter finns listade i Catalogue of Life.